# Elektrizitätswerke des Kantons Zürich
Die Elektrizitätswerke des Kantons Zürich (EKZ) mit Sitz in Zürich sind ein Schweizer Energieversorgungsunternehmen. EKZ beschäftigt rund 1460 Mitarbeitende und verfügt über ein 15'938 Kilometer langes Leitungsnetz. EKZ ist eine selbständige Anstalt des kantonalen öffentlichen Rechts. Im Geschäftsjahr 2022/23 setzte EKZ total 5342 Gigawattstunden Strom ab, zum grössten Teil im Kanton Zürich. EKZ deckt rund 10 % des gesamtschweizerischen Strombedarfs ab.
2024 wurde EKZ im Rahmen der jährlichen Arbeitgeberumfrage der Handelszeitung als bester Arbeitgeber im Branchenranking ausgezeichnet.

## Geschäftsergebnis
Im Geschäftsjahr 2022/23 erreichte EKZ einen Unternehmensgewinn von 146,2 Millionen Franken bei einem Umsatz von 952,0 Millionen Franken. Der EBIT lag bei 61,1 Millionen Franken (Vorjahr 70,5 Millionen Franken).

## Projekte
EKZ treibt den Ausbau erneuerbarer Energien trotz erschwerten Rahmenbedingungen aktiv voran. Mit Projekten zum Zubau von Solaranlagen und der Förderung von Windenergie im Inland leistet EKZ einen wichtigen Beitrag zur Energiestrategie 2050. So wird unter anderem mit dem Projekt «Felsenstrom» am Walensee eine technisch anspruchsvolle Freiflächen-Solaranlage geplant, die entlang einer senkrechten Felswand umgesetzt wird. Im Geschäftsjahr 2022/23 förderte EKZ zudem den Zubau von Solaranlagen im Inland und hat 2155 neue Solaranlagen von Privatpersonen und Industriekunden mit einer Leistung von 29 MW ans Netz angeschlossen. Des Weiteren hat EKZ mit «Zürich Wind» eine Kooperation mit ewz und Stadtwerk Winterthur lanciert, um gemeinsam Windprojekte umzusetzen und so die lokale Stromproduktion aus erneuerbaren Energien im Kanton Zürich auszubauen.

## Stromproduktion und Beschaffung
EKZ ist einer der grössten Energiedienstleister der Schweiz und versorgt zuverlässig rund eine Million Menschen mit Strom aus 100 Prozent erneuerbarer Energie.
EKZ produziert in den Flusskraftwerken rund 70 Gigawattstunden Strom pro Jahr. Hinzu kommen 548 Gigawattstunden aus Windenergie, 210 Gigawattstunden aus Solarenergie und 78,4 Gigawattstunden aus Biomasse.
Der Strommix von EKZ setzt sich zusammen aus 89,67 % Wasserkraft, 4,23 % Sonnenenergie und 6,10 % gefördertem Strom (47,1 % Wasserkraft, 20,0 % Sonnenenergie, 3,6 % Windenergie, 22,4 % Biomasse, 6,9 % Siedlungsabfälle erneuerbar, 0 % Geothermie) (Stand 2022).
Mit 2 Prozent verfügt EKZ über einen kleinen Anteil an Eigenproduktion im Inland. Den Grossteil der Versorgungsenergie (93 %) beschafft EKZ am Grosshandelsmarkt, weitere 5 Prozent werden lokalen Stromproduzenten abgekauft.

## Gemeinwirtschaftliches Prinzip

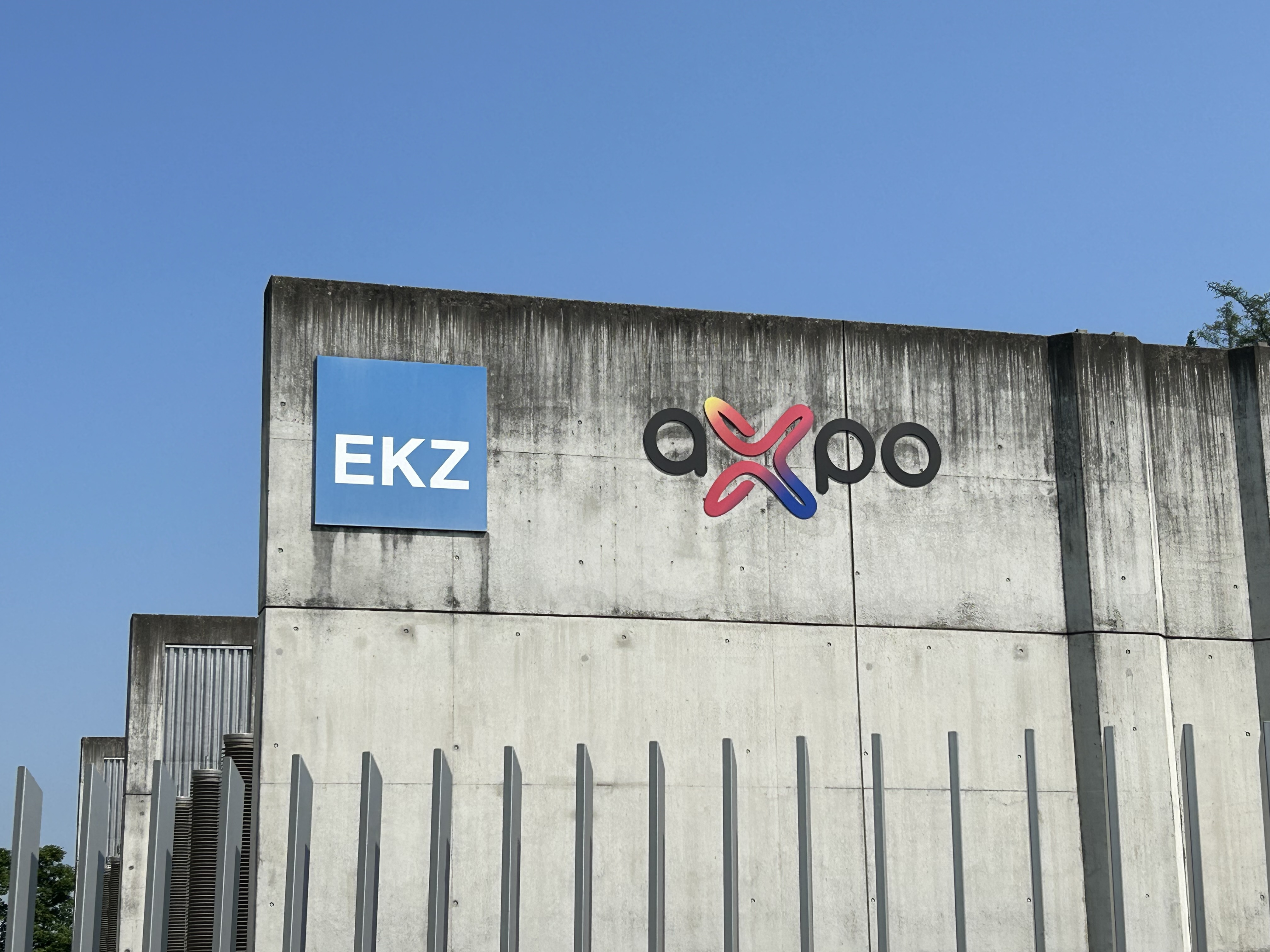
Werk Thalwil

EKZ operiert nach einem gemeinwirtschaftlichen Prinzip. Im Geschäftsjahr 2022/23 wurde den direkt versorgten Gemeinden freiwillige Ausgleichsvergütungen in der Höhe von insgesamt 11,4 Millionen Franken ausgerichtet.

## Geschäftsbereiche
Die EKZ hat folgende Geschäftsfelder:
- Markt: Energiebeschaffung, Vertrieb, Produktentwicklung und Energieberatung
- Energiecontracting: Wärme und Kälte, integrierte Energiesysteme, Energiespeicher, Gebäudeenergielösungen
- Erneuerbare Energien: Produktion im In- und Ausland
- Elektroinstallation: Gebäudeautomation, Solar, ICT-Services, E-Mobilität, Heizsysteme
- Netz: Planung, Bau, Unterhalt und Ausbau der Verteilnetzinfrastruktur, Smart Grid
- Netzdienstleistungen: Dienstleistungen für Elektrizitätswerke, Industrie- und Gewerbekunden, Smart City
- Elektromobilität: Ladelösungen für Mehrfamilienhäuser, Industrie und Gewerbe
- Gebäudeenergielösungen: Wärme und Kälte

## Beteiligungen
Zur EKZ-Gruppe gehören diverse Tochtergesellschaften, an denen das Mutterunternehmen EKZ mehr als 50 % der Stimmrechte hält oder mit denen vertragliche Vereinbarungen vorliegen:
- EKZ Eltop AG ist ein Elektroinstallationsunternehmen mit über 30 Filialen im ganzen Kanton Zürich sowie Filialen in Menzingen, Einsiedeln und Frauenfeld. EKZ Eltop plant, erstellt und unterhält für Private und Unternehmen elektrische Installationen aller Art. So auch Ladelösungen für die Elektromobilität. Die EKZ Eltop AG ist seit dem 1. Oktober 2018 eine eigenständige Aktiengesellschaft und zu 100 % im Besitz von EKZ.
- Die Certum Sicherheit AG führt Sicherheitsprüfungen an elektrischen Niederspannungsinstallationen durch, bietet Weiterbildungskurse an und berät Kunden zu Fragen um Strom. EKZ ist mit 63,6 % an der Certum beteiligt.
- Die EKZ Contracting AG ist zu 100 % im Besitz von EKZ. Sie konzipiert, finanziert und baut zukunftsfähige Energielösungen in flexiblen Energie-Contracting-Modellen – ohne finanzielles oder technisches Risiko für die Bauherrschaft.
- Die Enpuls AG betreut für EKZ den «Meter-to-Customer-Prozess», vom Zähler über die Abrechnung bis hin zum Kundendienst. Enpuls gehört zu 100 % EKZ und bietet seine Dienstleistungen schweizweit an.
- Die EKZ Einsiedeln AG ist zu 100 % im Besitz von EKZ und hat von diesen die Aufgaben als Verteilnetzbetreiber im Bezirk Einsiedeln übernommen. Der EKZ Einsiedeln AG gehören das gesamte Stromverteilnetz im Bezirk Einsiedeln, die Unterwerke Einsiedeln und Freienbach.
- Die EKZ Renewables AG ist zu 100 % im Besitz von EKZ. Sie erwirbt und hält im Ausland Beteiligungen an Energieerzeugungsanlagen, die erneuerbare Energie produzieren. Der Fokus liegt dabei auf den Bereichen Windenergie (Onshore), solarthermische Kraftwerke und Photovoltaik.
- Die Heizteam Savaris AG, die schon seit über 40 Jahren im Einsatz ist, gehört zu 100 % zu EKZ. Ihr Fachgebiet ist die professionelle Installation umweltfreundlicher und wirtschaftlicher Heizsysteme.

EKZ ist an verschiedenen Unternehmen mit weniger Stimmrechtsanteilen beteiligt. Zu den wichtigsten gehören Repower (38,54 %) und die Axpo Holding (18,4 %; wobei der Kanton Zürich mit weiteren 18,34 % an der Axpo Holding beteiligt ist).